# 947
947 је била проста година.

## Догађаји
- Мађарска војска предвођена великим кнезом Таксонијем напада Италију, крећући се ка југу на источној обали полуострва. Опседа Ларино и стиже до Отранта, пљачкајући Апулију три месеца. Беренгар од Ивреје преговара о примирју и нуди им огроман данак.
- Краљ Отон I уступа војводство Баварску свом брату Хенрику I. Да би обезбедио своју власт, Хенрик је ожењен Јудитом, ћерком Арнулфа I („Лошег“), и поставља низ грофова палатина.
- Хоршам, тржни град на горњем току реке Аран у Западном Сасексу, први пут се помиње у „земаљској повељи краља Еадреда“.
- 11. јануар – Цар Таи Зонг из династије Лиао предвођене Китанима врши инвазију на Каснији Ђин (Пет династија), што је резултирало уништењем Латер Јин-а. Китанске снаге крећу ка југу до Жуте реке, али морају да се врате у своју базу у данашњем Пекингу у мају након што Таи Зонг умре од болести.
- 10. март – Касни Хан је основао Лиу Зхиуан, војни гувернер (јиедусхи) Бингџоуа. Он се проглашава за цара (формално назван Гаозу) и оснива престоницу у Биану, данашњи Каифенг.
- 19. август — Абу Јазид, хариџитски берберски вођа који је предводио побуну против Фатимидског калифата у Ифрикији, поражен је у планинама Ходна (данашњи Алжир). Калиф ал-Мансур би-Наср Алах почиње да обнавља фатимидску доминацију над северном Африком.